# Rakkniv

Rakkniv från 1844

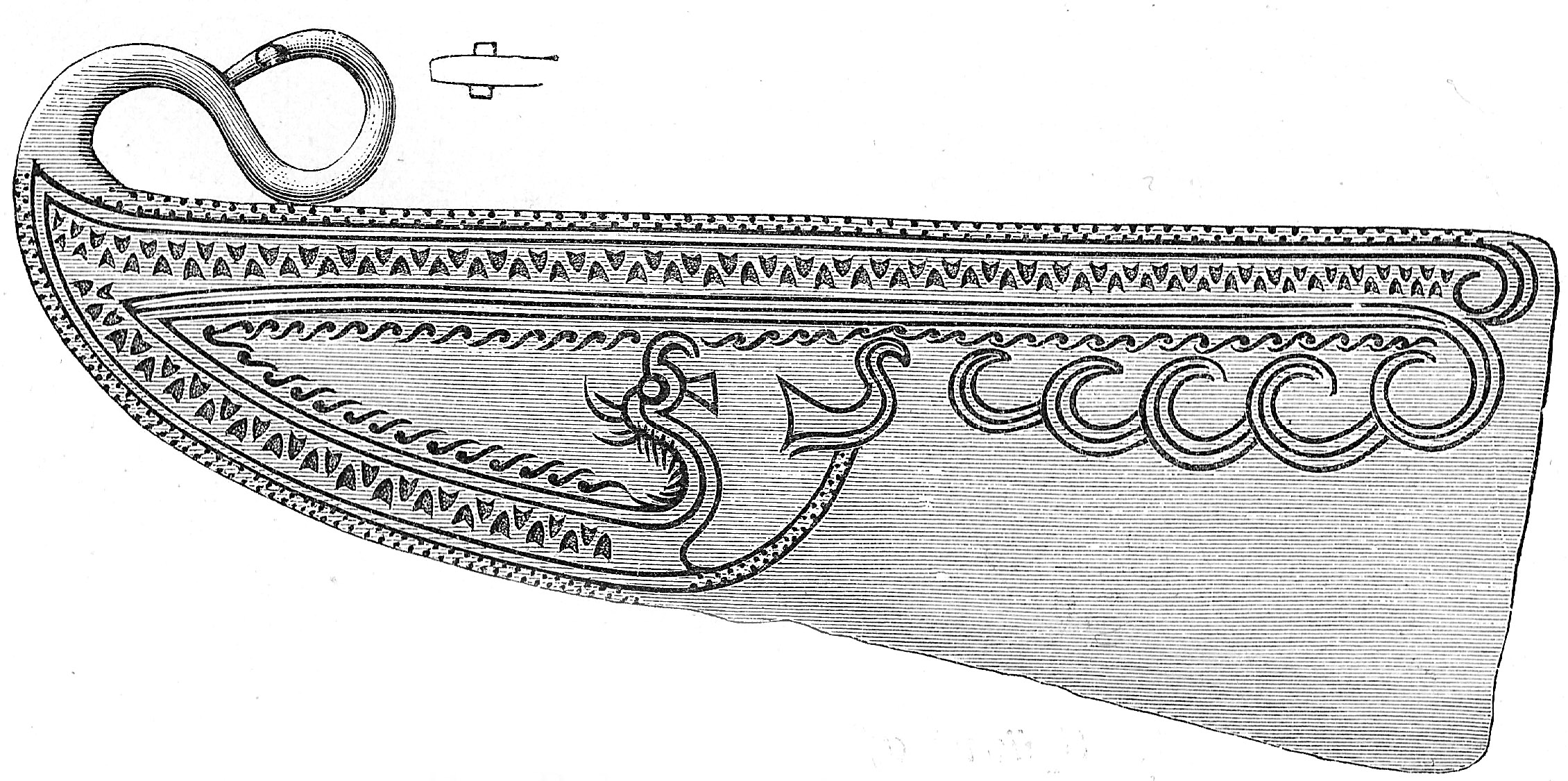
Rakkniv från bronsåldern hittad i Skåne

Rakkniv är en kniv att användas vid rakning. Fram till att Gillette introducerade sina engångsblad 1903 var rakkniv det vanligaste sättet att raka sig.
Rakkniven har ett stålblad som på sidorna ofta är skålslipat för att erhålla minsta vinkel. Om rakkniven är skarp nog och vinkeln mot huden är rätt behövs inte mycket tryck för att skära av hårstråna. För att rakkniven ska behålla sin skärpa bör den striglas inför varje användningstillfälle.
Det finns rakknivar med fast blad, så kallade cut-throat, och shavette vilket är rakknivar för utbytbara blad. Av hygienskäl använder professionella barberare knivar med utbytbara blad, dessa är även skarpare än vanliga rakknivar.

## Svenska tillverkare av rakknivar
Sverige med sin långa tradition av stål och järnindustri har haft ett flertal kända och framstående rakknivsmärken: 
- C.W. Dahlgren
- Edv. Neiström
- Erik Anton Berg
- F.W. Söderén
- C V Heljestrand[1]
- Jernbolaget, Eskilstuna Sweden
- J A Hellberg
- John Engström
- Klas Törnblom
- F.W. Söderén & Co